# Fatty som Forbudsmand
Fatty som Forbudsmand er en amerikansk stumfilm fra 1918 af Roscoe Arbuckle.

## Medvirkende
- Roscoe "Fatty" Arbuckle - Revenue Agent
- Buster Keaton - Revenue Agent
- Alfred St. John - Mountain Man
- Alice Lake
- Charles Dudley